# Bleu d'Élizabeth
Bleu d'Élizabeth est une marque exploitée pour identifier commercialement un fromage fermier de lait thermisé de vache produit biologiquement au Canada, dans la province de Québec à Sainte-Élizabeth-de-Warwick. Cette marque appartient aux propriétaires de la ferme Louis d'Or.

## Présentation
Le Bleu d'Élizabeth est un fromage de lait de vache, à pâte semi-ferme et persillée. Sa croûte est parsemée de taches ocre et la pâte renferme des sillons bleuâtres ou verdâtres dus à la présence de penicillium roqueforti. Ce fromage a une odeur de crème, de beurre, de cave et contient 28 % de matière grasse. Chaque fromage pèse 1200 grammes.

## Transformation du lait cru
Le lait cru produit par la ferme Louis d'Or est transformé avec des moyens industriels en Bleu d'Élizabeth à la Fromagerie du Presbytère, un outil agricole de transformation laitière installé dans un ancien presbytère. Le processus mis en œuvre s'inspire de fromages français connus comme la fourme d'Ambert, le bleu d'Auvergne, etc. Cependant, le lait cru subi une thermisation. L'affinage est de 60 jours